# DG Близнецов
DG Близнецов (лат. DG Geminorum) — двойная затменная переменная звезда типа Алголя (EA) в созвездии Близнецов на расстоянии приблизительно 6 549 световых лет (около 2 009 парсек) от Солнца. Видимая звёздная величина звезды — от +13,4m до +12,5m. Орбитальный период — около 3,1315 суток.

## Характеристики
Первый компонент — белая звезда спектрального класса A5. Эффективная температура — около 8470 К.
Второй компонент — жёлтый субгигант спектрального класса G9IV.